# Namibia National Labour Organisation
Die Namibia National Labour Organisation (NANLO; deutsch Namibia Nationale Arbeitskraft-Organisation) ist der kleinste und jüngste der drei Gewerkschaftsbünde in Namibia. Er wurde 2014 gegründet und vereinigt drei Gewerkschaften mit 5.000–10.000 Mitgliedern, eigenen Angaben nach mit 16.000 Mitgliedern.

## Mitgliedsgewerkschaften
| Name                                                | Abkürzung | Zielgruppe                                     | Mitglieder | Gründung |
| --------------------------------------------------- | --------- | ---------------------------------------------- | ---------- | -------- |
| Metal, Mining, Maritime and Construction Union      | MMMC      | Metall, Bergbau, Fischerei und Baugewerbe      |            |          |
| Namibia Parastatals and Civil Service Workers Union | NPCWU     | Öffentlicher Dienst                            |            |          |
| Solidarity Union                                    | SU        | Einzelhandel, Gewerbe, Tourismus, Hotelgewerbe |            |          |